# عبد ال رحمن مختار
عبد ال رحمن مختار هو سياسي ماليزي، ولد في 22 مارس 1958، وتوفي في 26 يونيو 2013. نشط حزبياً في المنظمة الوطنية الملايوية المتحدة.